# Gran Premio di Lugano 2006
Il Gran Premio di Lugano 2006, ventiquattresima edizione della corsa, valido come evento dell'UCI Europe Tour 2006 categoria 1.1, fu disputato il 26 febbraio 2006 su un percorso di 174,3 km. Fu vinto dall'italiano Paolo Bettini al traguardo con il tempo di 4h18'31" alla media di 40,454 km/h.
In totale 30 ciclisti portarono a termine il percorso.

## Ordine d'arrivo (Top 10)
| Pos. | Corridore           | Squadra         | Tempo    |
| ---- | ------------------- | --------------- | -------- |
| 1    | Paolo Bettini       | Quick Step      | 4h18'31" |
| 2    | Kim Kirchen         | T-Mobile Team   | a 52"    |
| 3    | Aljaksandr Kučynski | Cer. Flaminia   | s.t.     |
| 4    | Davide Rebellin     | Gerolsteiner    | s.t.     |
| 5    | Dmitrij Fofonov     | Crédit Agricole | s.t.     |
| 6    | Andrea Tonti        | Acqua & Sap.    | s.t.     |
| 7    | Daniele Pietropolli | Tenax           | s.t.     |
| 8    | Sylvain Chavanel    | Cofidis         | s.t.     |
| 9    | Luca Mazzanti       | Panaria         | s.t.     |
| 10   | Andrea Moletta      | Gerolsteiner    | s.t.     |